# Rejon winnikowski
Rejon winnikowski (ukr. Винниківський район) – dawna jednostka podziału administracyjnego Ukraińskiej Socjalistycznej Republiki Radzieckiej w Związku Socjalistycznych Republik Radzieckich w latach 1940–1941 i 1944–1959. Należał do obwodu lwowskiego. Siedziba władz rejonu znajdowała się w Winnikach.
Rejon winnikowski został utworzony 17 stycznia 1940 na podstawie dekretu Prezydium Rady Najwyższej USRR o podziale na rejony zachodnich obwodów USRR, kiedy to w obwodzie lwowskim utworzono 37 rejonów, między innymi winnikowski. Rejon objął miasto Winniki oraz obszary zniesionych gmin Czyszki i Dawidów. Obszary te należały przed wojną do powiatu lwowskiego w województwie lwowskim.
Rejon winnikowski przestał istnieć wraz z wybuchem wojny niemiecko-radzieckiej 29 czerwca 1941. Jego tereny weszły w skład Landkreis Lemberg oraz częściowo do Lwowa (Winniki, Kozielniki i Sichów) w dystrykcie galicyjskim Generalnego Gubernatorstwa.
Rejon został odtworzony 27 lipca 1944, po zajęciu tych terenów przez Armię Czerwoną.
23 września 1959 rejon winnikowski zniesiono, włączając jego obszar do rejonów bóbreckiego i nowojaryczowskiego oraz podporządkowując część jego obszaru rejonowi lenińskiemu w granicach miasta Lwowa.